# Diablo III: Reaper of Souls
Diablo III: Reaper of Souls é o primeiro pacote de expansão para o RPG de ação e hack and slash Diablo III. Foi revelado na Gamescom de 2013 e lançado para Microsoft Windows e macOS em 25 de março de 2014. Foi anunciado em agosto de 2018 e lançado em novembro do mesmo ano para o Nintendo Switch.

## Desenvolvimento
Reaper of Souls adiciona várias características à jogabilidade do Diablo III. Isso inclui uma nova classe, Crusader, especializada em táticas defensivas, grandes armas, escudos especializados, e mágica sagrada. Além da campanha, há também um "modo aventura", onde os jogadores podem andar livremente pelo mundo inteiro buscando masmorras e recompensas aleatoriamente. A expansão também contém: um novo artesão, que pode modificar propriedades e o visual de items do jogador; limite máximo de nível aumentado para 70 (anteriormente 60); novas runas, novas habilidades passivas para todos os personagens, assim como uma quarta habilidade passiva disponível para personagens no nível 70.

### Música
A soundtrack de Reaper of Souls foi composta por Derek Duke, Neal Acree, Joseph Lawrence, Russel Brower, Glenn Stafford, e Jason Hayes, e foi lançada em conjunto com a expansão em dois formatos: um CD incluído na edição de colecionador, e em formato digital no iTunes.

## Recepção
Diablo III: Reaper of Souls recebeu avaliações favoráveis no lançamento, com críticos elogiando a iteração sobre o jogo original. No MetaCritic, alcançou nota agregada de 87/100 baseado em 75 avaliações. Vince Ingenito da IGN elogiou a atmosfera mais pesada, a jogabilidade diversa, e o sistema de loot revisado, afirmando que "tem tom mais sinistro, é mais recompensador de jogar, e mais insanamente viciante". Carolyn Petit da GameSpot afirmou que "ele dá aos que gostaram de Diablo III mais daquilo que eles gostam", mas sugeriou que seria improvável mudar a opinião daqueles que não gostaram do jogo original.